# Zond 1
Zond 1 foi uma nave espacial do programa soviético Zond. Foi a segunda espaçonave de pesquisa soviética a chegar a Vênus, embora as comunicações tivessem falhado naquela época. Ele carregava uma cápsula de pouso esférica de 90 centímetros (35 pol), contendo experimentos para análise química da atmosfera, medições de raios gama de rochas superficiais, um fotômetro, medidores de temperatura e pressão e um sensor de movimento/balanço caso pousasse na água. Um propulsor de íons experimental também foi realizado para avaliação.

## História
Pelo menos três sondas planetárias soviéticas anteriores haviam sido perdidas devido a falhas nos foguetes de ullage (BOZ) no estágio Blok L, mas uma investigação descobriu que o problema foi facilmente resolvido. A espaçonave, uma Venera 3MV-1, foi lançada em 2 de abril de 1964, a partir de Tyuratam e desta vez o veículo de lançamento teve um desempenho impecável. Durante a fase de cruzeiro, um vazamento lento de uma janela de sensor rachada fez com que o compartimento eletrônico perdesse pressão de ar. Este era um problema sério, pois a eletrônica soviética dependia de tubos de vácuo que superaqueceriam sem ar de resfriamento. Um comando intempestivo do controle de solo ligou seu sistema de rádio enquanto ainda havia uma atmosfera rarefeita dentro, fazendo com que a eletrônica se esgotasse por descarga corona. O projetista-chefe Sergei Korolev ficou chateado com o fracasso da missão e exigiu maior controle de qualidade do OKB-1 Bureau, incluindo raios-X para testar vazamentos de pressão.
Em meados de abril, a eletrônica da espaçonave principal falhou completamente e toda a transmissão de sinal cessou, mas a comunicação através do módulo de pouso ainda podia ser realizada, e as medições de radiação espacial e espectrômetro de hidrogênio atômico foram recebidas. O sistema experimental de controle de atitude baseado em propulsor de íons também foi testado, mas encontrado para operar de forma errática, possivelmente devido à perda de pressão no compartimento eletrônico. Os rastreadores estelares na espaçonave também foram usados para alinhá-la para uma queima de correção de curso, mas a segunda foi desligada em 65 pés por segundo (20 metros por segundo). Além disso, um dos rastreadores estelares falhou, forçando os controladores de solo a colocar o Zond 1 em um modo de estabilização de rotação. No entanto, todas as comunicações falharam até 14 de maio. Passou a 100 000 quilômetros (62 000 milhas) de Vênus em 14 de julho de 1964.
Um projeto semelhante de cápsula de pouso foi usado na Venera 3.

### Nomenclatura
As missões Zond foram apresentadas como testes de engenharia pela União Soviética e, pelo menos em certa medida, pode ter sido esse o caso. Observadores ocidentais na época sugeriram que o nome foi usado como uma cobertura para missões fracassadas da mesma maneira que as designações Kosmos foram usadas para missões que não conseguiram deixar a órbita da Terra. Mais recentemente, foi sugerido que "Zond" era genuinamente a designação do programa interno para testes de engenharia, mas o Zond 1 teria sido atualizado para Venera se tivesse sido mais bem sucedido. Zond 1 foi na verdade a segunda nave que deveria levar o nome Zond, mas seu antecessor não conseguiu deixar a órbita da Terra e foi designado Kosmos 21.